# Атлантик-Сити (Вайоминг)
Атла́нтик-Си́ти (англ. Atlantic City, Wyoming) — статистически обособленная местность, расположенная в округе Фримонт (штат Вайоминг, США) с населением в 39 человек по статистическим данным переписи 2000 года.

## География
По данным Бюро переписи населения США, статистически обособленная местность Атлантик-Сити имеет общую площадь в 54,65 квадратных километров, водных ресурсов в черте населённого пункта не имеется.
Атлантик-Сити расположен на высоте 2345 метров над уровнем моря.

## Демография

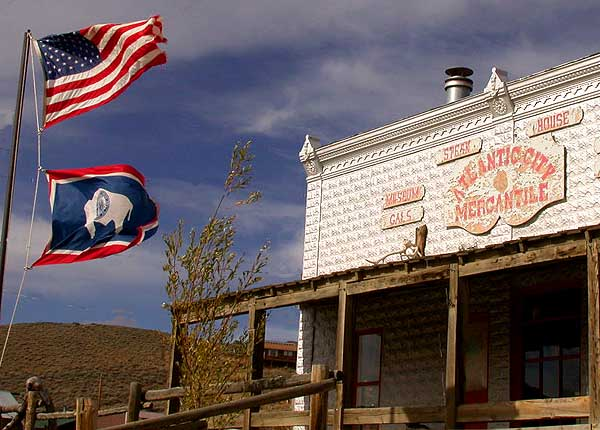
Бывшая торговая лавка, ныне — бар-ресторан в Атлантик-Сити

По данным переписи населения 2000 года, в Атлантик-Сити проживало 39 человек, 8 семей, насчитывалось 23 домашних хозяйств и 99 жилых домов. Средняя плотность населения составляла около 0,7 человек на один квадратный километр. Расовый состав Атлантик-Сити по данным переписи распределился следующим образом: 94,87 % — белых, 5,13 % — коренных американцев. Испаноговорящие составили 2,56 % от всех жителей статистически обособленной местности.
Из 23 домашних хозяйств в 13,0 % — воспитывали детей в возрасте до 18 лет, 30,4 % представляли собой совместно проживающие супружеские пары, 65,2 % не имели семей. 52,2 % от общего числа семей на момент переписи жили самостоятельно, при этом 4,3 % составили одинокие пожилые люди в возрасте 65 лет и старше. Средний размер домашнего хозяйства составил 1,70 человек, а средний размер семьи — 2,50 человек.
Средний доход на одно домашнее хозяйство в статистически обособленной местности составил 21 094 доллара США, а средний доход на одну семью — 48 750 долларов. При этом мужчины имели средний доход в 21 250 долларов США в год против 28 750 долларов среднегодового дохода у женщин. Доход на душу населения в статистически обособленной местности составил 15 756 долларов в год. Все семьи Атлантик-Сити имели доход, превышающий уровень бедности, 21,9 % от всей численности населения находилось на момент переписи населения за чертой бедности, при том все жители младше 18 и старше 65 лет имели совокупный доход, превышающий прожиточный минимум.